# Шакаве (аэропорт)
Аэропорт Шакаве (англ. Shakawe; IATA: SWX, ICAO: FBSW) — аэродром, обслуживающий сельский населённый пункт Шакаве, расположенный в северно-западной части Ботсваны.
Является доступом въезда в северную часть дельты Окаванго и района Линиати. Аэродром связан прямыми чартерными рейсами. Принадлежит Департаменту гражданской авиации.

## Характеристики
Аэропорт находится на высоте 3380 футов (1030 м) над среднем уровнем моря.
У него есть одна взлётно-посадочная полоса номер 11/29 с битумным покрытием, размерами 1400×18 м.
Полоса предназначена для приёма воздушных судов взлётной массой не более 5700 килограммов (13 000 фунтов).